# Playground Music
Playground Music Denmark er et uafhængigt pladeselskab, der siden 1999 har eksisteret i Danmark som en del af Playground Music Scandinavia der desuden har kontorer i Finland, Norge og Sverige.
Selskabet producerer, sælger, distribuerer, markedsfører og promoverer musik fra kontorer i København, Oslo, Stockholm og Helsinki. Det administrative hovedkontor er placeret i Malmö.
Danske musikere som udgives eller repræsenteres af Playground er blandt andet: Christian Hjelm, Blondage, Hanfidel, Iris Gold, Jacob Bellens, Katinka, Nikolaj Nørlund, Rasmus Walter, Teitur, Trentemøller, Underlandet, KÅ, Lucy Love, Julie Maria, De Danske Hyrder, Natasja, Per Vers, og Sebastian.
The Rasmus, Ace of Base, Smith & Thell, Jakob Ogawa, Mando Diao, Slowgold, The Holy, LCMDF, og Josef Bamba er blot få navne der repræsenteres af Playground Music i resten af Skandinavien  
Playground er ligeledes ejer af det svenske pladeselskab Diesel med kunstnere som Lisa Nilsson, Titiyo, Koop, Mauro Scocco og Blacknuss.
Playground Music distribuerer herudover også lokale labels som Morningside Records, Good Tape Records, Tambourhinoceros Records, City Hall Music, Phontastic, Hybris, Juju, GB-fam, Murena, Daworks, Heptagon, Levi-Ythiö blandt mange andre i hele Skandinavien.
Playground Music distribuerer adskillige internationale uafhængige musikselskaber som f.eks. Secretly Group (Secretly Canadian, Jagjaguwar, Dead Oceans), Beggars Banquet (Beggars, 4AD, Matador, XL Recordings, Rough Trade, Young Turks), Domino Records, Sub Pop Crunchy Frog, City Slang og Secret City Records.
Der er endvidere lokale distributionspartnere på Island og i Estland, Letland og Litauen.
 Der er for få eller ingen kildehenvisninger i denne artikel, hvilket er et problem. Du kan hjælpe ved at angive troværdige kilder til de påstande, som fremføres i artiklen.